# Eduardo Del Castillo
Carlos Eduardo Del Castillo Del Carpio (Santa Cruz de la Sierra, 27 de diciembre de 1988) es un abogado y político boliviano, que ocupó el cargo de Ministro de Gobierno de Bolivia entre 2020 a 2025. Fue candidato a la presidencia de Bolivia con el Movimiento al Socialismo en las elecciones de 2025. Cursó Diplomado en Derechos Económicos Sociales y Culturales en la UBA.

## Biografía
Del Castillo nació en la ciudad de Santa Cruz de la Sierra el 27 de diciembre de 1988. Salió bachiller en su ciudad natal el año 2006. Ingresó a estudiar la carrera de derecho en la Universidad Autónoma Gabriel René Moreno (UAGRM)
de donde años después se tituló como abogado de profesión.
Realizó estudios de posgrado, obteniendo una maestría en Derecho Tributario y Financiero por la Escuela Superior de Leyes y es candidato al doctorado en Derecho Constitucional en la Universidad  Mayor de San Andrés (UMSA) de la ciudad de La Paz. Así mismo, Carlos del Castillo posee un diplomado en Educación Superior e Interculturalidad también de la UMSA, y a la vez obtuvo un diplomado en Derechos Económicos, Sociales y Culturales en la Universidad de Buenos Aires.
Durante su vida laboral, se ha desempeñado mayormente como funcionario público del Estado boliviano. Ingresó a trabajar en la Cámara de Senadores de Bolivia en el puesto de secretario técnico y asesor de la Comisión de Justicia Plural, Ministerio Público y  Defensa Legal del Estado, luego pasó a ocupar el cargo de asesor consejero del Comité de Constitución, Legislación e Interpretación Legislativa y Constitucional y finalmente estuvo como oficial mayor de la cámara de senadores.
Ingresó también por un tiempo a trabajar en el Ministerio de Gobierno como asesor legal en la Dirección de Migración en Santa Cruz, luego como abogado en Impuestos Nacionales y en el Ministerio Público de Bolivia en Santa Cruz de la Sierra. A su vez, estuvo también por un breve tiempo en la ONG "Alas Yvi Avarenda" y luego como gestor jurídico en el municipio de Porongo.

### Ministro de Gobierno
El 9 de noviembre de 2020, el presidente de Bolivia Luis Arce designó al joven abogado cruceño Carlos Eduardo Del Castillo de apenas 32 años de edad como el nuevo ministro de gobierno de Bolivia. Es el ministro más joven del gabinete de Arce Catacora, además de participar en la desarticulación de la banca parapolicial Resistencia Juvenil Cochala y las aprehensiones a la expresidenta de Bolivia, Jeanine Añez Chávez y Luis Fernando Camacho, gobernador de Santa Cruz de la Sierra.

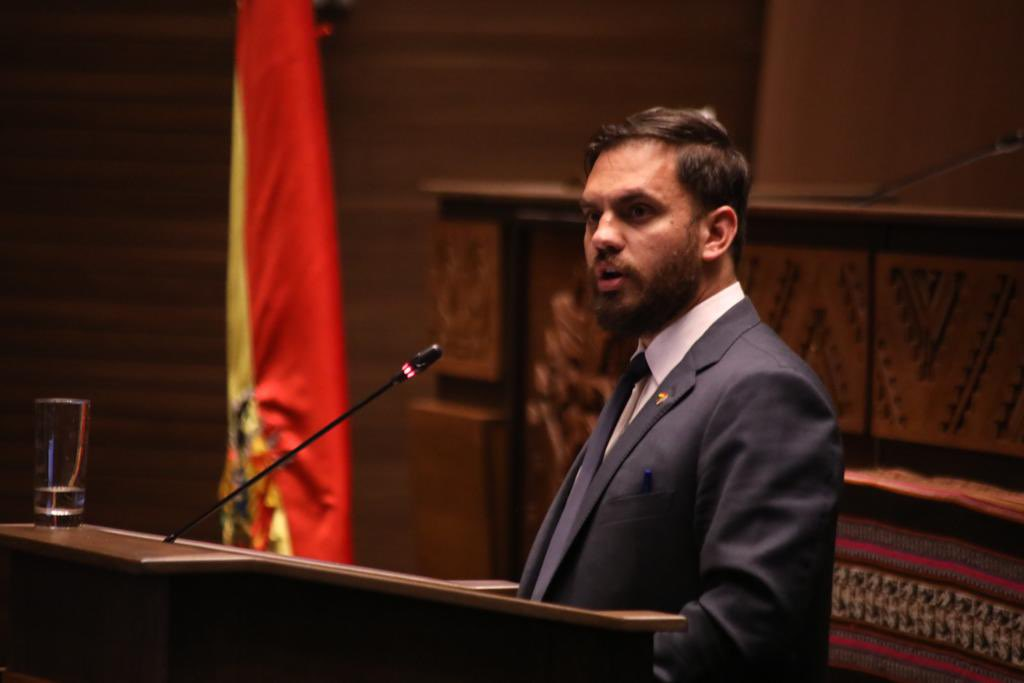
Carlos Eduardo Del Castillo asumió el alto cargo ministerial con apenas 32 años de edad en noviembre de 2020.

El 27 de junio de 2023 el ministro fue sometido a una interpelación por el caso de vehículos robados en Chile y vendidos en Bolivia. Se realizó una votación con la participación mayoritaria de la Asamblea Legislativa Plurinacional de Bolivia, resultando con 101 votos a favor de la censura, 42 votos en contra y un voto en blanco. Posteriormente el 29 de junio del año 2023, Luis Arce, volvió a posesionarlo como Ministro de Gobierno.

### Carrera presidencial
El 16 de mayo de 2025, Eduardo Del Castillo y Milán Berna, dirigente de la CSUTCB, fueron designados como candidatos a presidente y vicepresidente respectivamente por el Pacto de Unidad, para conformar el binomio del Movimiento al Socialismo para las elecciones generales de 2025.